# Eulocastra fasciata
Eulocastra fasciata är en fjärilsart som beskrevs av Butler 1886. Eulocastra fasciata ingår i släktet Eulocastra och familjen nattflyn. Inga underarter finns listade i Catalogue of Life.